# Tacógrafo

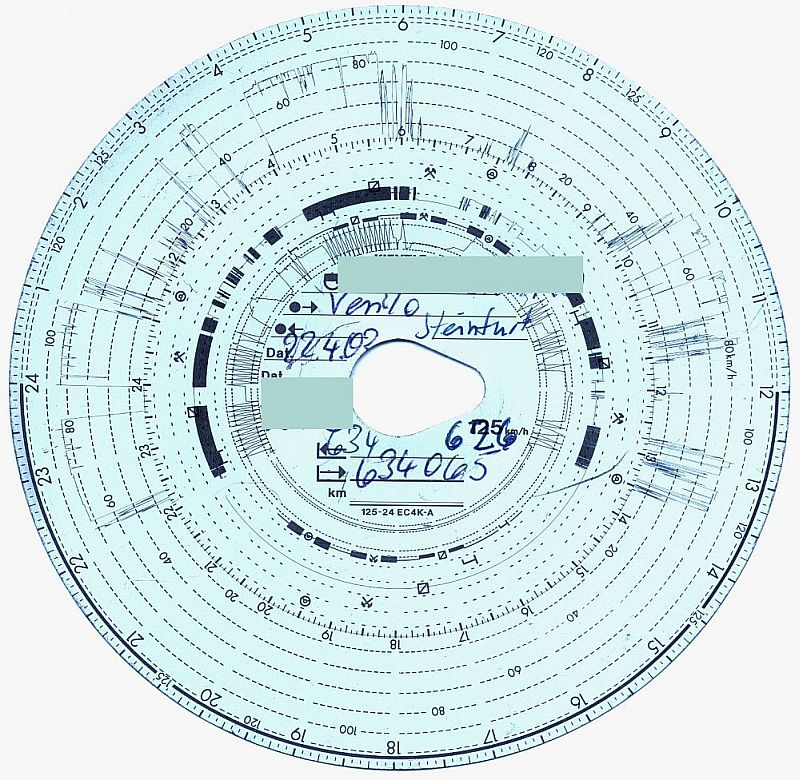
Disco do tacógrafo

Tacógrafo é um dispositivo empregado em veículos para monitorar o tempo de uso, a distância percorrida e a velocidade que desenvolveu. Foi criado por Max Maria von Weber, sendo aplicado inicialmente em trens.
Utiliza um disco-diagrama de papel carbonado para registrar as informações, sendo que cada disco pode registrar a informação de um dia, uma semana ou outro período de tempo conforme a versão do aparelho. Versões digitais e mais recentes destes aparelhos utilizam smart cards, ajudando a evitar adulterações nos registros.
Muito utilizado por empresas de transporte, assegura que os motoristas estejam cumprindo suas horas de trabalho sem excedê-las. Também ajuda a evitar multas por excesso de velocidade por registrar a velocidade desenvolvida durante os trajetos. Vários países tornaram o uso do tacógrafo obrigatório em veículos de transportadoras por exigência de sindicatos.
Sua utilização obrigatória no Brasil se deve através do artigo 136, inciso IV, da Lei 9503, de 23 de setembro de 1997, que instituiu o Código de Trânsito Brasileiro. A quem faz a utilização do tacógrafo, é obrigado por lei a fazer aferição (revisão), de dois em dois anos, com a comprovação de lacração e selagem do mesmo, obtendo junto um certificado.
Na União Europeia o tacógrafo digital substituiu o analógico nos transportes rodoviários a partir de Maio de 2006. Caracteriza-se por ser muito robusto e seguro, com funcionalidades não disponíveis nos analógicos.